# Vestec (Chrudim)

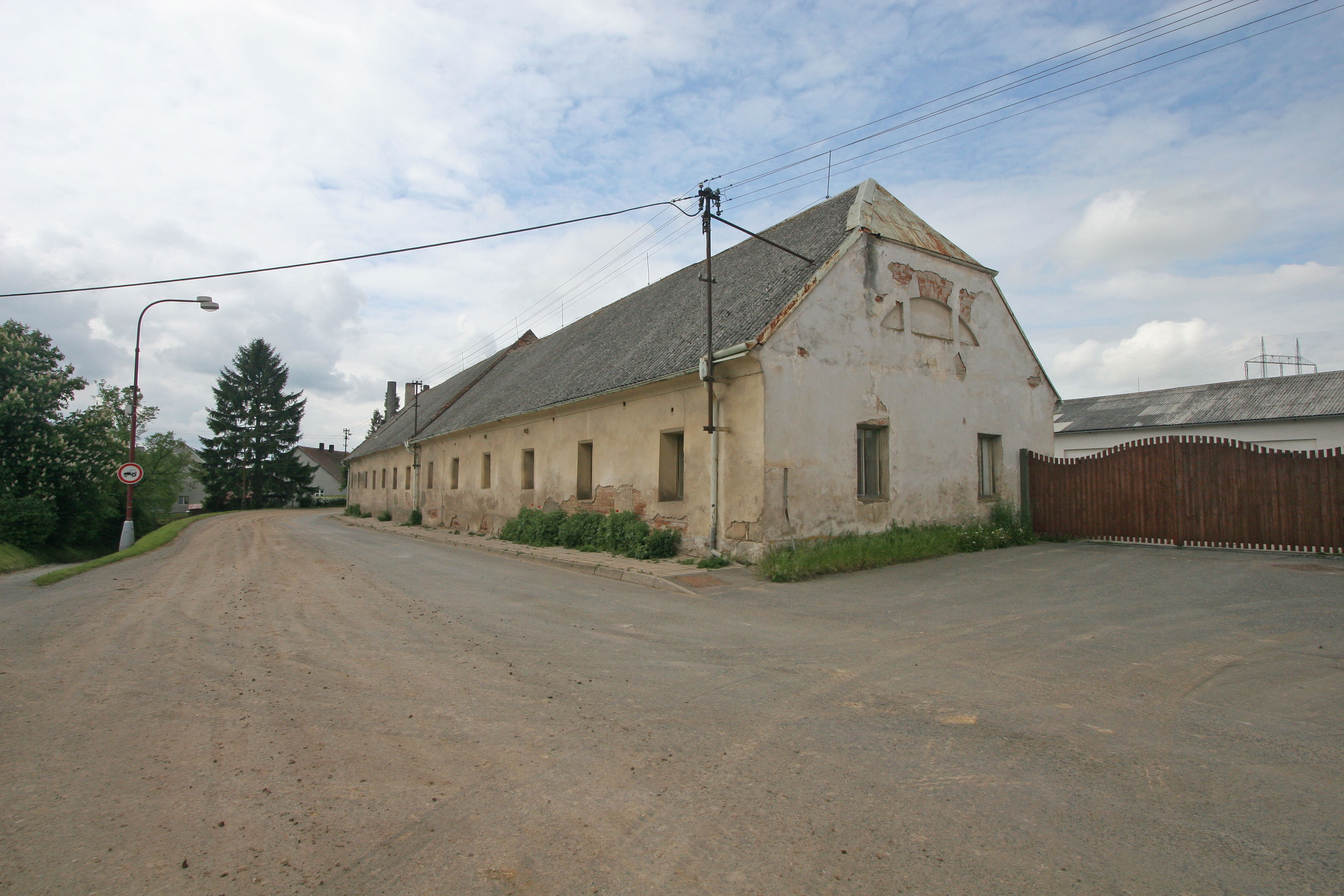
Haus Nr. 2

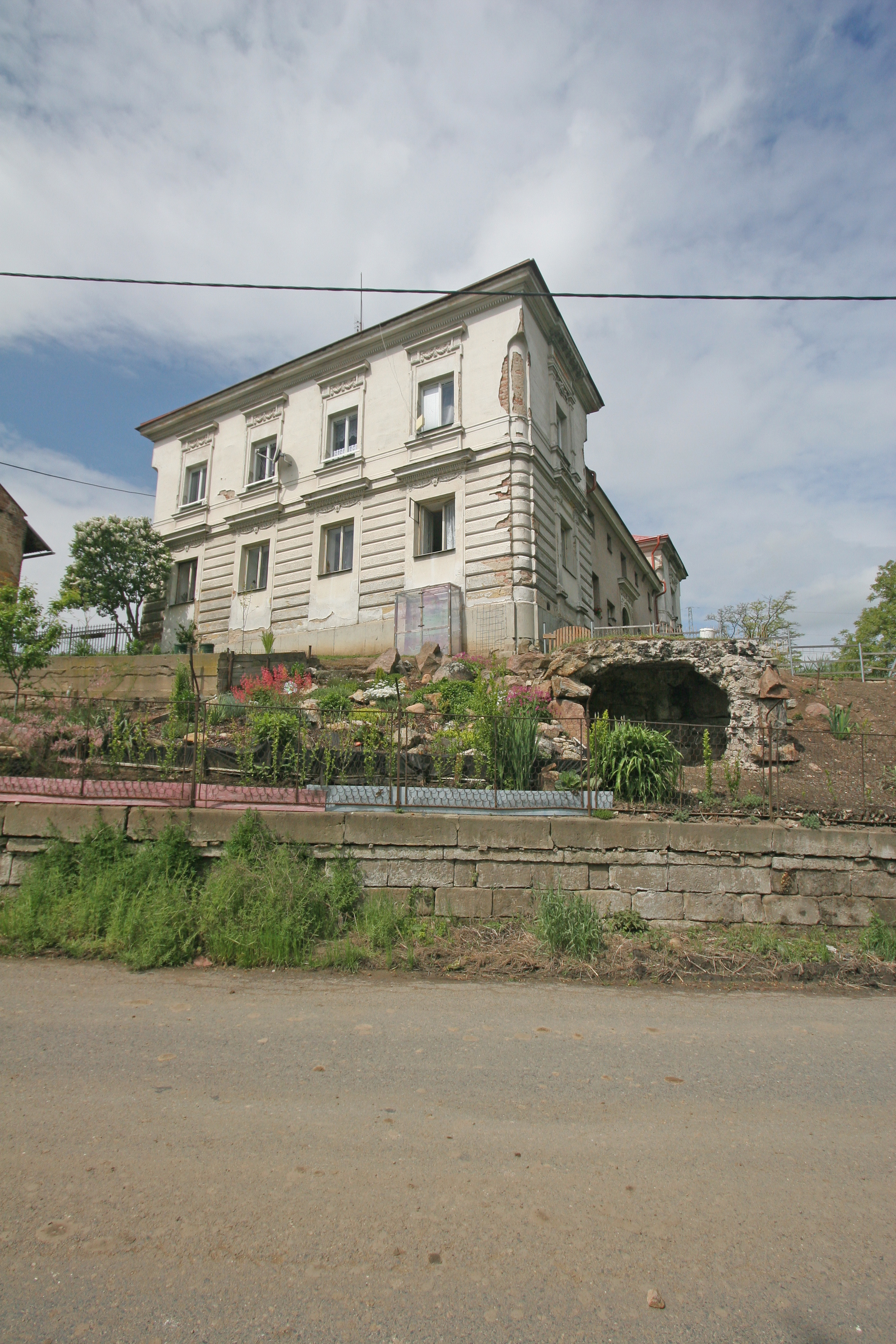
Haus Nr. 5

Vestec (deutsch Westetz) ist ein Ortsteil der Stadt Chrudim in Tschechien (Ostböhmen). Der Ort liegt zwei Kilometer nordöstlich von Chrudim,

## Geographie
Vestec befindet sich linksseitig der Chrudimka in der Chrudimská tabule (Chrudimer Tafelland). Am südlichen Ortsausgang verläuft die Silnice I/37. Östlich von Vestec führt die Bahnstrecke Heřmanův Městec–Borohrádek durch das Chrudimkatal.
Nachbarorte sind Ostřešany im Norden, Ostřešánky und Tuněchody im Nordosten, Habrov, Kalousov und Vejvanovice im Osten, Topol und Kočí im Südosten, Májov und Chrudim II im Süden, Chrudim I und Chrudim IV im Südwesten, Třibřichy im Westen sowie Medlešice und Mikulovice im Nordwesten.

## Geschichte
Die erste schriftliche Erwähnung des Ortes erfolgte 1399 als Steinmetzendorf. Vestec gehörte seit der Frühen Neuzeit zu den Besitzungen der Königsstadt Chrudim.
Im Jahre 1835 bestand Westetz aus 16 Häusern und hatte 88 Einwohner. Pfarrort war Chrudim.
Nach der Aufhebung der Patrimonialherrschaften bildete Vestec einen Ortsteil der Gemeinde Tuněchody im Gerichtsbezirk Chrudim, Chrudimer Kreis. Ab 1868 gehörte das Dorf zum Bezirk Chrudim. 1869 hatte Vestec 110 Einwohner. Im Jahre 1900 lebten in dem Dorf 143 Personen, zehn Jahre später waren es 172. Nach dem Ersten Weltkrieg löste sich Vestec von Tuněchody los und bildete eine eigene Gemeinde. 1930 hatte Vestec 169 Einwohner. Vestec wurde 1961 nach Chrudim eingemeindet.
Am 3. März 1991 hatte der Ort 154 Einwohner, beim Zensus von 2001 lebten in den 24 Wohnhäusern von Vestec 144 Personen.

## Ortsgliederung
Der Ortsteil Vestec bildet einen Katastralbezirk.

## Sehenswürdigkeiten
- Wallfahrtskapelle am südwestlichen Ortsrand, erbaut um 1741. Im Jahre 2016 wurde ihre Restaurierung in Angriff genommen.[6]